# Saint François d’Assise (Oper)
Saint François d’Assise (deutsch: Der heilige Franz[iskus] von Assisi) mit dem Untertitel Scènes franciscaines (Franziskus-Szenen) ist eine Oper in drei Akten und acht Bildern von Olivier Messiaen. Sie wurde am 28. November 1983 im Palais Garnier der Pariser Oper uraufgeführt.

## Handlung

### Erster Akt
1. Bild. „La Croix“ – Das Kreuz
Eine Straße; hinten in der Mitte zwischen zwei Reihen dichter dunkelgrüner Zypressen eine Treppe, die in vielen Stufen zu einem großen schwarzen, sich gegen den Himmel abhebenden Kreuz führt.
Frère Léon und Saint François betreten hintereinander „nach Art der Minderbrüder“ von der rechten Seite die Straße. Léon gibt seiner Angst vor der Dunkelheit und dem Tod Ausdruck. François erläutert ihm das Wesen der „vollkommenen Freude“, die nicht aus den üblichen Tugendpfaden wie Wundertätigkeit, Wissenschaft oder erfolgreichen Bekehrungen komme, sondern darin bestehe, jede zugefügte Demütigung geduldig zu ertragen. Alle anderen Gaben kommen von Gott und können dem Menschen daher keinen Ruhm bringen. Ein unsichtbarer Chor bestätigt seine Worte: „Wer in meinen Fußstapfen gehen will, der verleugne sich selbst, der nehme sein Kreuz auf sich und folge mir nach.“
2. Bild. „Les Laudes“ – Die Lobgesänge
Das Innere einer kleinen, sehr düsteren Klosterkirche mit drei hintereinander liegenden Gewölben; hinten in der Mitte vor einem kleinen Altar eine rot leuchtende Lampe als Symbol für die Gegenwart des Allerheiligsten.
Saint François und die Mönche Sylvestre, Rufin und Bernard beten kniend – François rechts, die Brüder ihm gegenüber links. Auf beiden Seiten der Bühne ist schemenhaft der Chor zu erkennen. Nachdem François Gott für seine Gaben gepriesen hat, betet er darum, einem Aussätzigen zu begegnen, seinen eigenen Abscheu vor der Krankheit zu überwinden und ihn lieben zu können – Gott hat auch die Hässlichkeit erschaffen.
3. Bild. „Le Baiser au Lépreux“ – Der Kuss für den Leprakranken
Ein niedriger Raum mit einer Bank und zwei Schemeln in der Leprastation des Hospitals San Salvatore bei Assisi; rechts im Hintergrund ein offenes Fenster zu einer dunklen Gasse.
Beim Öffnen des Vorhangs sieht man zunächst nur den Leprakranken. Der Chor ist ebenfalls auf der Bühne, doch praktisch unsichtbar. Der Aussätzige beklagt sein qualvolles Leben, als Saint François eintritt und ihn freundlich grüßt. François rät dem Kranken, sein Leiden zu akzeptieren und als Buße zu sehen. Im Fenster erscheint plötzlich ein Engel, der durch die spezielle Beleuchtung für das Publikum zu erkennen ist, aber für François und den Aussätzigen unsichtbar bleibt. Sie hören nur seine Stimme: „Aussätziger, dein Herz klagt dich an, doch Gott ist größer als dein Herz.“ Als François dem Aussätzigen diese Worte erklärt, bereut der Kranke sein Jammern und bittet um Vergebung. Auch François bittet um Verzeihung dafür, dass er ihn nicht genug geliebt habe. Er küsst den Aussätzigen, dessen Krankheit wie durch ein Wunder verschwindet. Der Geheilte tanzt eine Weile vor Freude, setzt sich dann zu François und gibt zu, dass er der Heilung nicht würdig sei. Beide beten stumm. Der Chor erklärt, dass denjenigen, die viel geliebt haben, alles vergeben werde.

### Zweiter Akt
4. Bild. „L’Ange voyageur“ – Der reisende Engel

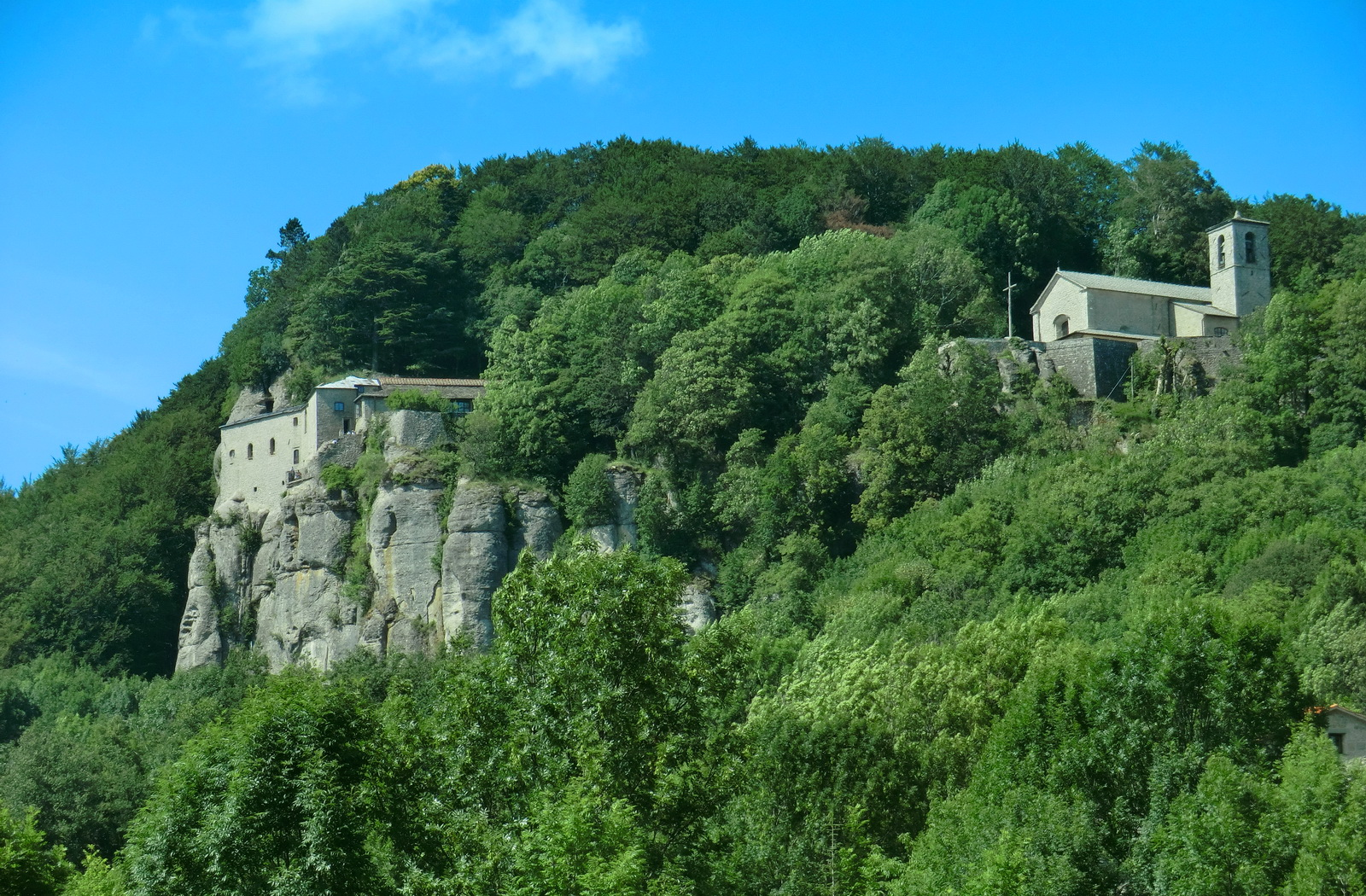
La Verna, Santuario de la Verna 002

Auf dem Berg von La Verna; links ein kleiner schlichter Klostersaal mit einem großen offenen Tor; in der Mitte ein Weg durch den Wald mit Buchen, Pinien und rauen Felsen; hinten blauschimmernde Berge; rechts eine kleine Grotte.
Der noch immer von seiner Furcht singende Léon nähert sich mit einem Spaten und einem Holzbrett dem Saal. Er beabsichtigt, eine Brücke zu bauen und bittet Frère Massée, die Pforte zu übernehmen. Da erscheint „wie ein Wanderer“ ein Engel am Tor und klopft zaghaft, wodurch dennoch ein gewaltiges Geräusch entsteht. Massée öffnet und erklärt ihm erst einmal die übliche Art des Anklopfens. Der Engel möchte zu François, wünscht aber, zuvor Frère Élie eine Frage zu stellen. Élie ist ungehalten über die Störung. Er weigert sich, dem Engel auf die Frage, ob er „den alten Menschen abgelegt“ habe, um sein „wahres Antlitz zu finden“, zu antworten und wirft ihn hinaus. Der Engel klopft erneut auf dieselbe Weise wie zuvor. Als Massée öffnet, bittet er ihn um ein Gespräch mit Frère Bernard, dem er dieselbe Frage stellt. Bernard entgegnet, dass er „die Welt verlassen“ habe, um Gott nach seinem Tode die richtige Antwort geben zu können. Der Engel lobt ihn. Er erklärt, dass er, um François nicht zu stören, auf andere Weise als mit Worten mit ihm sprechen wolle. Er macht eine kleine Handbewegung, das Tor öffnet sich, und er schwebt hinaus. Erst jetzt erkennen Bernard und Massée, dass der mysteriöse Besucher „vielleicht ein Engel“ war.
5. Bild. „L’Ange musicien“ – Der musizierende Engel
Saint François kniet betend vor der Grotte auf der rechten Seite. Er dankt Gott für die Sonne, den Mond und die Sterne und bittet darum, „von dem unaussprechlichen Festmahl“ kosten zu dürfen, das Gott für seine Heiligen vorgesehen hat. Ein Turmfalke ruft. Zugleich erscheint der Engel von links auf dem Pfad. Er ist von Licht umgeben, trägt eine Viole und einen Rundbogen und scheint wie im Tanz zu schweben. François erkennt ihn sofort. Der Engel verkündet, dass Gott ihm durch Musik antworten werde, und beginnt zu spielen – zunächst langsam in Glissandi, dann immer lebhafter. Als die Nacht anbricht, werden nach und nach Teile des Engels unsichtbar. Als letztes verschwinden sein rechter Arm, die linke Hand und die Viole. François ist unterdessen in Ohnmacht gefallen. Frère Léon findet ihn und ruft besorgt nach Massée und Bernard. Doch François ist unversehrt. Er war lediglich von der himmlischen Musik überwältigt. Wenn der Engel allerdings noch länger gespielt hätte, hätte seine Seele „vor unerträglicher Süße“ seinen Körper verlassen.
6. Bild. „Le Prêche aux oiseaux“ – Die Vogelpredigt

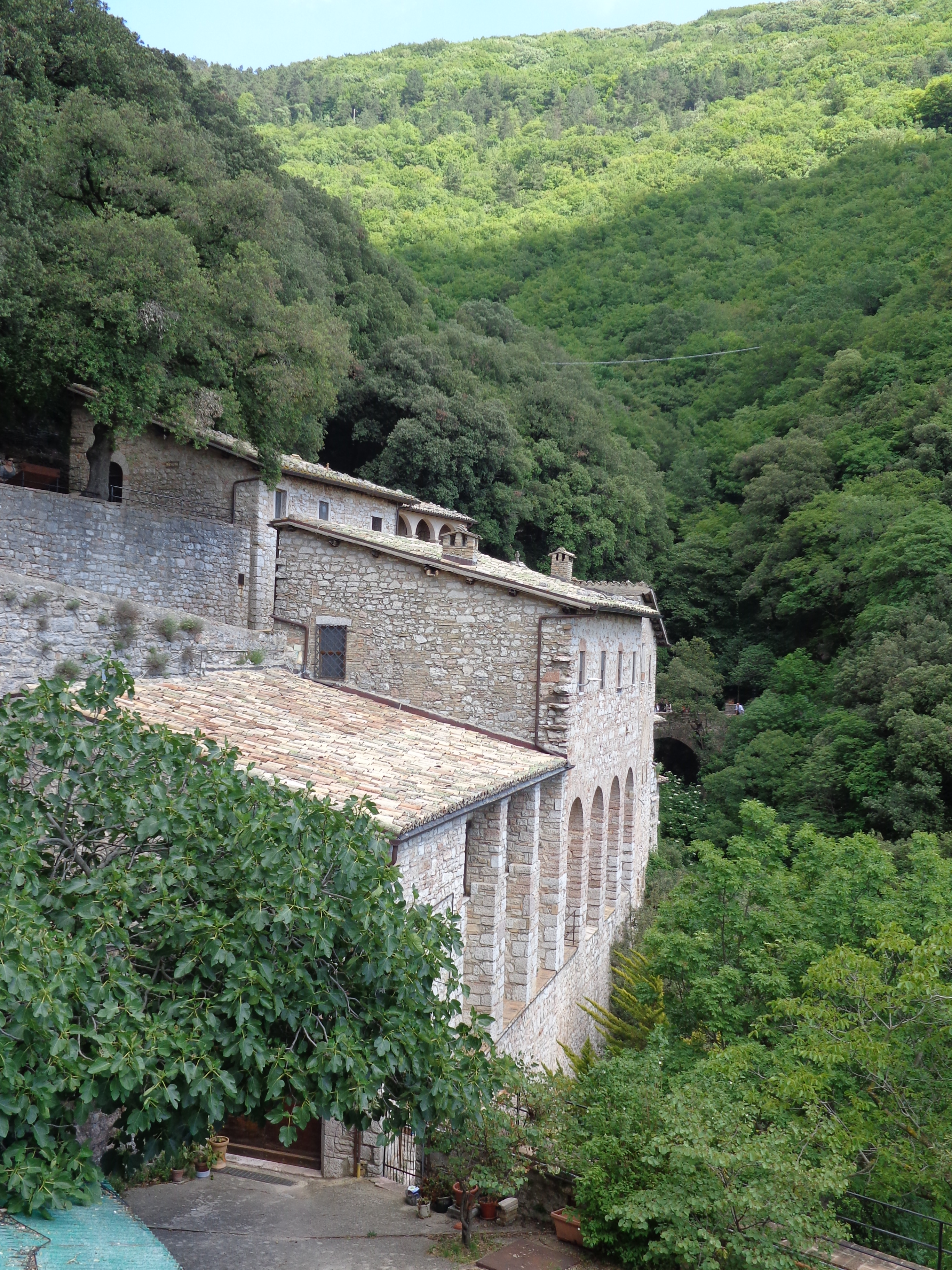
Das Eremo delle Carceri

Das Eremo delle Carceri; ein sonnenbeschienener Weg führt über eine kleine Brücke und balkonartig eine Schlucht entlang, aus der eine gewaltige Eiche mit weiten schwarz bemoosten Ästen ragt, deren Blätter in der Sonne glitzern; im Hintergrund vor dem blauen Himmel die mit grünen Eichen bewachsenen Anhöhen des Monte Subasio und des San Rufino; durch die Zweige und Blätter entstehen Licht- und Schattenmuster auf dem Weg.
Als Massée die vielen Vögel der Gegend bewundert, nennt Saint François ihm deren Namen, darunter die Mönchsgrasmücke („Capinera“), und ergänzt die Vögel der Inseln Neukaledoniens, die er aus seinen Träumen kennt. Die beiden lauschen dem Gesang („Kleines Vogelkonzert“). Anschließend hält François ihnen unter der Eiche eine Predigt, in der er sie auffordert, ihrem Schöpfer für seine Wohltaten zu danken. Nach dem abschließenden Segen verstummen die Vögel für einen Moment, bevor sie erneut zu singen anfangen („Großes Vogelkonzert“). Dann fliegen sie in vier Gruppen in die vier Himmelsrichtungen davon, wodurch sich im Himmel das Abbild eines Kreuzes ergibt. Massée deutet das als ein Zeichen, dass auch ihr eigenes Predigen sich in alle Richtungen verbreiten soll. François mahnt ihn, sich auf die göttliche Vorsehung zu verlassen.

### Dritter Akt
7. Bild. „Les Stigmates“ – Die Stigmata

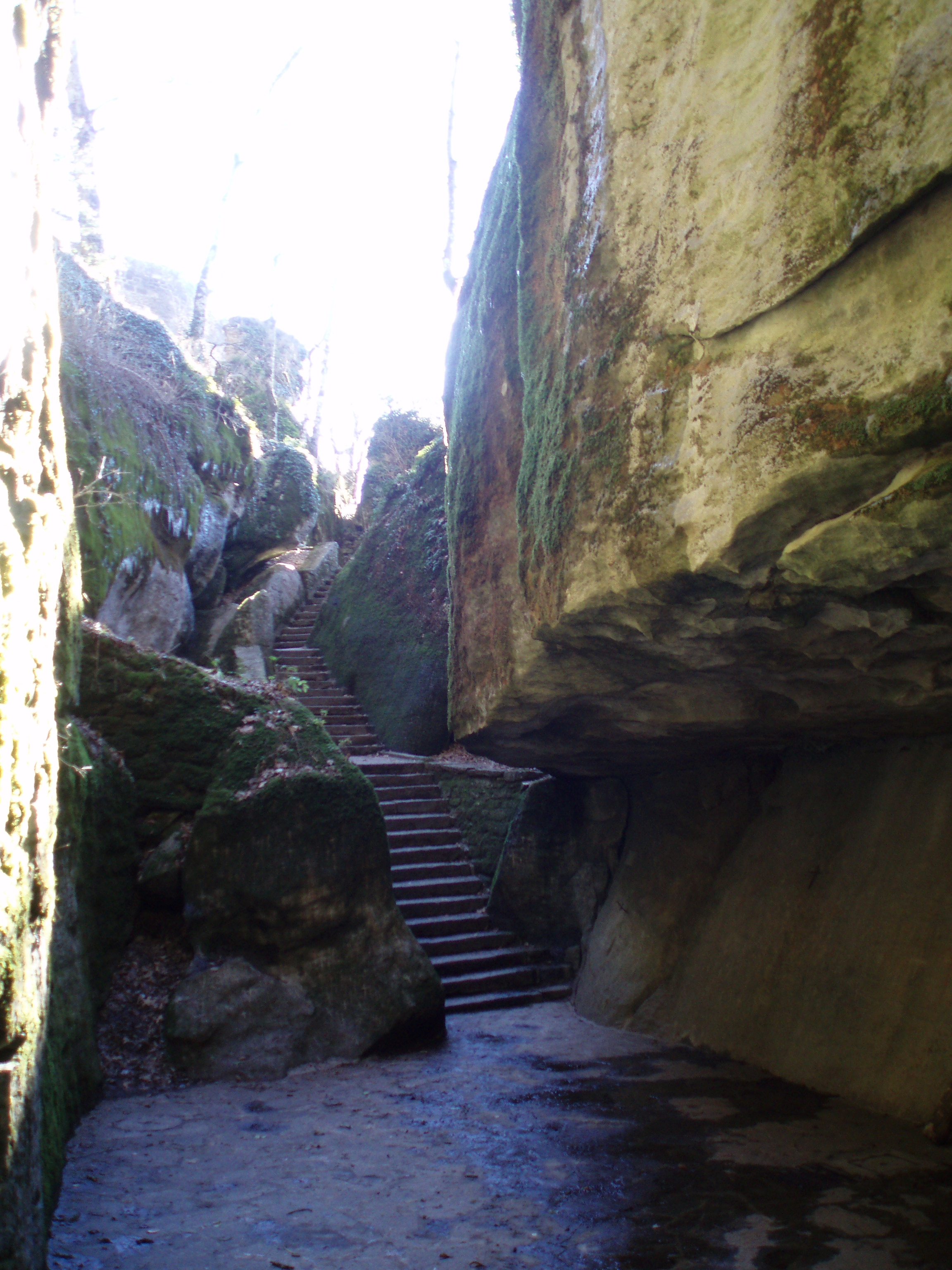
Der „Sasso Spicco“

Durcheinander liegende Felsen auf dem Berg von La Verna; unter einem Felsüberhang eine Höhle, zu der eine Treppe führt; rechts ein enger Pfad zur Felswand mit dem großen spitzen „Sasso Spicco“; alles ist mit schwarzgrünem Moos überzogen, zerklüftet und zerfurcht; etwas schwarzer Himmel über den Felsen; tiefe Nacht.
Saint François kniet in der Mitte der Bühne. Er betet darum, selbst den Schmerz Christi und seine Liebe für die Menschen empfinden zu dürfen. Die Stimme Christi antwortet in Gestalt eines unsichtbaren Chores, dass François die fünf Wundmale erhalten und selbst zu einer „zweiten Hostie“ werden solle. Die Projektion eines riesigen Kreuzes erscheint im Hintergrund. Rotes und violettes Licht erleuchtet die Bühne. Der Chor singt: „Ich bin das Alpha und das Omega“. Fünf Lichtstrahlen treffen vom Kreuz aus auf die Hände, die Füße und die rechte Seite François’. Während der Chor die Vokale „a“ und „o“ singt, werden die blutroten Wunden sichtbar. Es wird hell. Die Bühne erstrahlt rot-orange, und das Kreuz golden. Der Chor bestätigt François’ Heiligkeit: „Wenn du mit frohem Herzen das Kreuz trägst, wird es dich seinerseits tragen.“ François erstarrt mit erhobenen Armen, „wie in Ekstase“.
8. Bild. „La Mort et la nouvelle Vie“ – Der Tod und das neue Leben

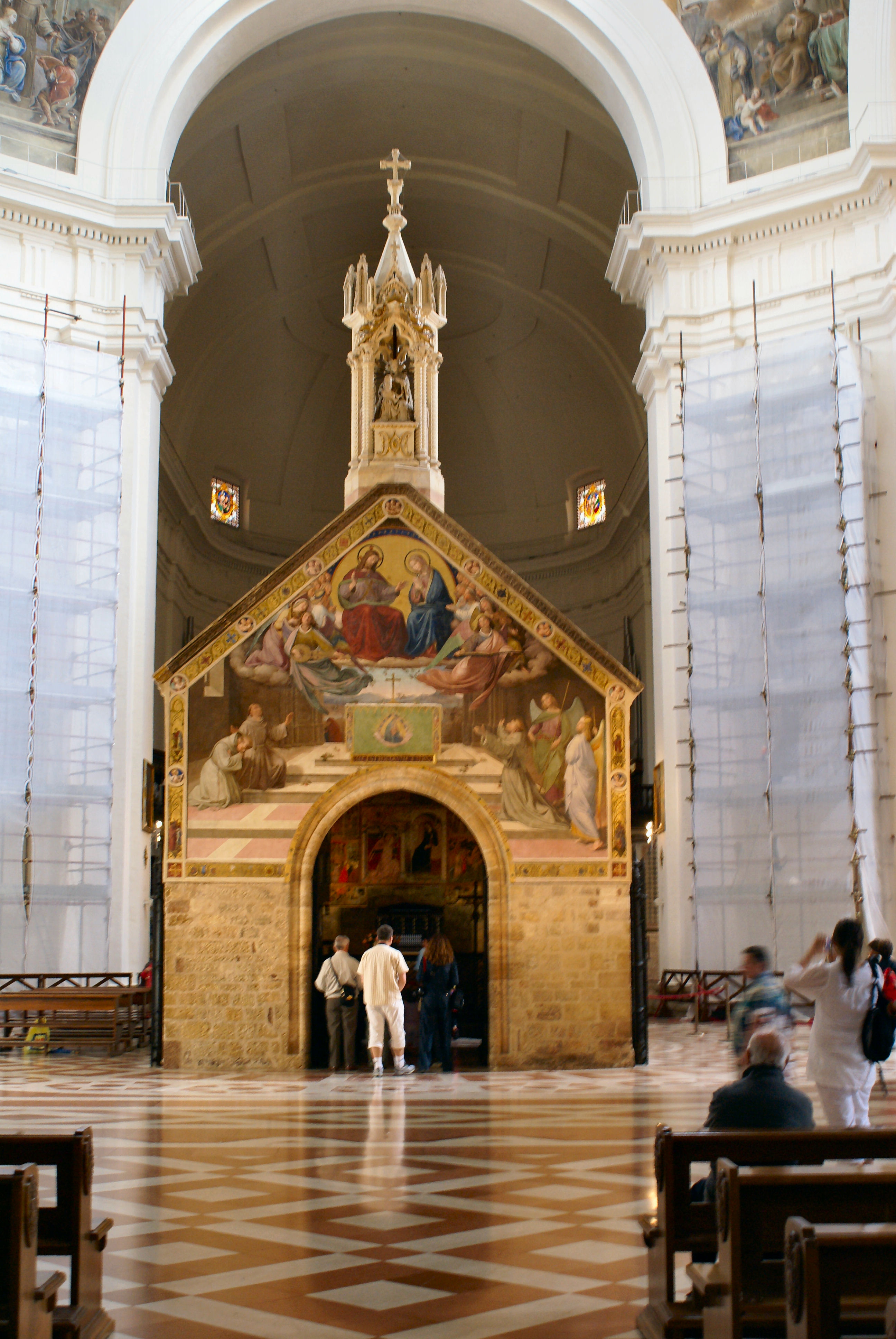
Die Portiuncula-Kapelle

Die kleine Portiuncula-Kapelle in Santa Maria degli Angeli mit schwarzen Gewölben, Fliesenboden und grob behauenen Steinmauern; später Abend.
Alle Brüder, darunter Sylvestre, Rufin, Bernard, Massée und Léon, haben sich um den sterbenden Saint François versammelt. Dieser nimmt von der Welt und den Mönchen Abschied. Dennoch lobt er Gott für den „Bruder Tod, […] dem kein Mensch entrinnen kann“. Erneut erscheint der Engel, der diesmal nur für François selbst sichtbar ist und diesen auffordert, sich zu erinnern. Neben ihm erscheint der geheilte und reich gekleidete Aussätzige, den ebenfalls nur François sehen kann. Dieser ist einen „heiligen Tod“ gestorben und wird François zusammen mit dem Engel ins Paradies führen. Glocken läuten. François stirbt im Zustand der Erleuchtung: „Herr! Musik und Poesie haben mich zu dir geführt: durch das Bild, durch das Symbol und durch Mangel an Wahrheit. […] blende mich für immer mit deiner Überfülle an Wahrheit.“ Frère Léon vergleicht François’ Tod mit dem Auffliegen eines Schmetterlings vom Kreuz. Alles Licht verlöscht, und der Chor tritt vor. An der Stelle, an der zuvor François lag, entsteht ein einzelnes intensives und stetig zunehmendes Licht, das am Ende des Akts „blendend und unerträglich“ wird. Der Chor preist die Auferstehung der Toten mit dem Halleluja.

## Gestaltung
Messiaen gab konkrete Hinweise für Gestik und Kostüme der Darsteller, die sich an Werken der bildenden Kunst orientieren. Eine Vorlage für Saint François fand er in den Fresken von Cimabue und Giotto di Bondone in Assisi. Der Leprakranke ist der Bildtafel Die Versuchung des heiligen Antonius auf Matthias Grünewalds Isenheimer Altar nachgebildet, der Engel der Verkündigung von Fra Angelico.

### Orchester
Die Orchesterbesetzung der Oper enthält die folgenden Instrumente::194
- Holzbläser: drei Piccoloflöten, drei Flöten, Altflöte in G, drei Oboen, Englischhorn, zwei Es-Klarinetten, drei Klarinetten in B, Bassklarinette, Kontrabassklarinette, drei Fagotte, Kontrafagott
- Blechbläser: sechs Hörner, Trompete in D, drei Trompeten in C, drei Posaunen, zwei Tubas in C, Kontrabasstuba
- drei Ondes Martenots
- Pauken, Schlagzeug (fünf Spieler):
  - Spiel von Röhrenglocken, Claves, Militärtrommel, Windmaschine
  - Triangeln, Claves,[A 9] sechs in Terzen gestimmte Templeblocks, sehr kleines Becken, kleines Becken, hängendes Becken
  - Triangeln, Claves, Holzblock, Peitsche, Maracas, Reco-reco, Glass chimes, Shell chimes, Wood chimes, baskisches Tamburin, hoher, mittlerer und tiefer Gong
  - Triangeln, Claves, Jeu de crotales [c’’’–c’’’’’], großes Becken, hängendes Becken, mittleres und tiefes Tomtom, mittleres, tiefes und sehr tiefes Tamtam
  - Spiel von Röhrenglocken,[A 10] Claves, Donnerblech, große Trommel, Geophon
- Xylophon, Xylorimba, Marimba, Glockenspiel, Vibraphon
- Streicher: sechzehn Violinen 1, sechzehn Violinen 2, vierzehn Bratschen, zwölf Violoncelli, zehn Kontrabässe

### Musik
Saint François d’Assise ist die einzige Oper Olivier Messiaens. Sie gilt als sein „Opus summum“. Mit ihrer Länge von deutlich über vier Stunden, der größtenteils statisch wirkenden Handlung und den endlos scheinenden Wiederholungen der theologischen Aussagen erfordert sie allerdings viel Geduld vom Publikum. Bei der Uraufführung reagierte dieses mit Buh-Rufen auf die dreiviertelstündige Rezitation von Vogelnamen durch den Heiligen Franziskus im sechsten Bild. Lediglich das dritte und siebte Bild sind dramaturgisch anspruchsvoller aufgebaut.
Rudolf Maschka wies darauf hin, dass Messiaen in diesem Spätwerk den Heiligen Franziskus als Alter Ego seiner selbst auffasste. Dessen Bestreben, „durch Musik und Poesie Gottesnähe zu erlangen“, gelte mehr für den Komponisten als für den Heiligen. Insofern habe Messiaen mit der Oper seine eigene Hagiographie verfasst. Die letzten Worte François’ vor seinem Tod sind gleichsam als künstlerisches Glaubensbekenntnis Messiaens zu sehen. In der Opernhandlung gibt es zudem weitere Parallelen zwischen François und Jesus Christus. Die Intention seiner Oper fasste Olivier Messiaen folgendermaßen zusammen:

„Die fortschreitenden Stadien der Gnade in der Seele des heiligen Franziskus zu schildern. Alles, was keine Farben, keine Wunder, keine Vögel, keine Frömmigkeit und keinen Glauben enthielt, habe ich ausgespart – die Gestalt des Pietro Bernadone ebenso wie die der heiligen Klara oder den Wolf von Gubbio.“

Auf psychologische Ausdeutungen der Charaktere verzichtete Messiaen ebenso wie (bis auf die Szene mit dem Leprakranken) auf Konflikte zwischen den Figuren. Dramaturgisch konzentriert sich das Werk auf die Gestalt des Heiligen Franziskus, dem gegenüber alle anderen Personen nachrangig werden. Der Chor steht die meiste Zeit wie bei einem Oratorium außerhalb der Handlung. Nur gelegentlich (v. a. im siebten Bild) übernimmt er die Rolle der Stimme Christi.
Die Oper ist in acht in sich abgeschlossene Bilder unterteilt, die jeweils mehrere kleinere Abschnitte umfassen.
Die Musik verwendet alle von Messiaen entwickelten Techniken seiner Tonsprache. Michael Stegemann bezeichnete sie als „Klang-Orgie von Bläser-Kaskaden, Holzbläser-Schichtungen und Streicher-Flimmern, in denen Vogelstimmen, Gregorianik, außereuropäische Modi sich zu jenem einzigartigen ‚monde sonore‘ zusammenfügen, der Messiaens Kunst auszeichnet“. Mehr als zwanzig Vogelrufe treten hier zum ersten Mal in seinem Werk auf. Die Chorsätze sind besonders sorgfältig ausgearbeitet. Die Partien des Saint François und des Engels zählen zu den schwierigsten des modernen Musiktheaters. Die Gesangspassagen sind häufig unbegleitet oder wechseln mit instrumentalen Abschnitten ab.
Jedem Charakter der Oper sind ein eigenes Thema mit spezifischen Klangfarben und ein eigener Vogelruf zugewiesen. Saint François und der Engel besitzen derer gleich mehrere. Dem Heiligen selbst ist der Ruf der Mönchsgrasmücke als sein Vogelemblem zugewiesen. Sein Sterbens-Motiv erklingt zu den Worten „Musik und Poesie haben mich zu Dir geführt“. Es gibt insgesamt ungefähr fünfzehn dieser Leitmotive. Dem Kreuzsymbol entspricht eine Folge zweier charakteristischer Akkorde, der Freude eine kurze Fanfare. Letztere ist Messiaens Turangalîla-Sinfonie entlehnt. Das auffallendste Motiv Saint François’ besteht aus einem „kräftig auf- und abwogenden Unisono der Streicher“. Es erklingt erstmals bereits im ersten Bild. Die Leitmotive sind durch Intervalle, Harmonik, Rhythmus und Klangfarbe (Instrumenten-Kombinationen) festgelegt. Sie sind jedoch meist statisch und werden abgesehen von François’ Streicherthema nicht weiterentwickelt.
Das Tritonus-Intervall setzt Messiaen bevorzugt ein, allerdings nicht in der Funktion als Dominante, sondern weil er es für das „schönste, mildeste und ruhigste Intervall“ hielt. Die Orchesterinstrumente entwickeln ihre typischen Farben ähnlich wie die Register und Mixturen der Orgel. Die Klangfarben-Technik basiert auf einer Methode Claude Debussys, deren Anwendung Messiaen 1944 in seiner Technique de mon langage musical beschrieb. In den rhythmischen Strukturen dominieren irrationale Teilungen wie Quintolen oder Septolen, verlängerte Notenwerte („valeurs ajoutées“) und symmetrische Strukturen („rhythmes non-rétrogradables“). Die Klangsprache weist starke Gegensätze auf. Den nahezu reinen Dreiklängen des Ondes Martenot zum Gesang des Engels stehen konstruktivistische Verfahren im Sinne des Serialismus beim Empfang der Wundmale gegenüber. Zum Schlussbild mit dem blendend hellen Licht erklingt ein strahlender C-Dur-Dreiklang, der lediglich durch den Ton A und durch Triller geschärft ist.
Es gibt zwei groß angelegte Orchesterzwischenspiele, die bei offenem Vorhang gespielt werden: „La danse du Lépreux“ („Der Tanz des Leprakranken“, I/3) und „Le grand concert d’oiseaux“ („Das große Vogelkonzert“, II/6). Ersteres ist aus dem Motiv abgeleitet, mit dem der Aussätzige vor seiner Heilung Gott geschmäht hatte. Letzteres verwendet aleatorische Techniken: Nach dem Einsatz des Dirigenten spielt jeder Musiker in einem selbst gewählten Tempo.

## Werkgeschichte
Messiaen erhielt die Anfrage zu der Oper 1975 von Rolf Liebermann, dem damaligen Intendanten der Pariser Oper. Da er bis zu diesem Zeitpunkt noch nie für die Bühne komponiert hatte, zögerte er mit der Zusage. Das Sujet des Heiligen Franziskus hatte ihn schon seit seiner Jugend beschäftigt, als er Werke von Gabriel Pierné (das Orchesterstück Paysages franciscains von 1920), Vincent d’Indy (La légende de Saint-Christophe, 1920), Claude Debussy (Le Martyre de Saint Sébastien, 1911) oder André Caplet (Le miroir de Jésus, mystères du Rosaire, 1923) kennenlernte, die ein religiöses Thema auf eine weltliche Bühne brachten.
Das Libretto schrieb Messiaen wie auch bei seinen anderen Vokalwerken selbst. Es ist nicht nur Transportmittel für die Musik, sondern auch ein persönliches religiöses Bekenntnis. Als Vorlage dienten ihm die um 1228 von Thomas von Celano im Auftrag von Papst Gregor IX. geschriebene Vita des Heiligen Franziskus, Werke von Bonaventura und die Legendensammlung der Fioretti di San Francesco aus dem 14. Jahrhundert. Er übernahm einige Texte des heiligen Franziskus wörtlich und fügte auch Bibelzitate ein.
Die Musik komponierte Messiaen in den Jahren 1975 bis 1983. In einer ersten Arbeitsphase bis 1979 arbeitete er gleichzeitig am Text und an der Musik. Er begann mit dem vierten Bild, komponierte dann das zweite und dritte, das fünfte und siebte sowie das erste und achte. Als letztes nahm er sich die Vogelpredigt im sechsten Bild vor. In einer zweiten Phase von 1979 bis 1983 orchestrierte er das Werk. Die Uraufführung war zunächst für 1982 vorgesehen, mit Ruggero Raimondi in der Titelrolle. Messiaen wollte auch selbst die Bühnenbilder entwerfen und die Regie übernehmen. Die Pariser Oper lehnte dieses Ansinnen jedoch ab. Allerdings konnte Messiaen als Berater mitwirken, um sicherzustellen, dass seine Intentionen berücksichtigt wurden.:193
Die Uraufführung fand am 28. November 1983 im Palais Garnier der Pariser Oper statt, deren Orchester und Chor unter der musikalischen Leitung von Seiji Ozawa standen. Regie führte Sandro Sequi. Die Solopartien sangen Christiane Eda-Pierre (L’Ange), José van Dam (Saint François), Kenneth Riegel (Le Lépreux), Michèl Philippe (Frère Léon), Georges Gautier (Frère Massée), Michel Sénéchal (Frère Élie) und Jean-Philippe Courtis (Frère Bernard).:10000 Das Bühnenbild Giuseppe Crisolini-Malatestas bestand aus verschiebbaren japanischen Wänden mit Devotionalienbildern, und auch die Regie erinnerte an das japanische Nō-Theater. Das Ergebnis entsprach weitgehend Messiaens Erwartungen. Das Licht nach Franziskus’ Tod war ihm allerdings trotz aller Bemühungen nicht hell genug. Außerdem musste die Besetzung aus räumlichen Gründen reduziert werden, weshalb nur 100 statt 150 Chorsänger und jeweils zwölf statt sechzehn erste und zweite Geigen mitwirkten. Die Holzbläser und Tasteninstrumente wurden auf Gerüsten außerhalb des Orchestergrabens untergebracht, die Blechbläser und Ondes Martenots in den Logen des Proszeniums. Im November und Dezember 1983 gab es insgesamt acht Vorstellungen, die vom Publikum gemischt aufgenommen wurden, aber ohne öffentliche Proteste vonstattengingen.
In den folgenden Jahren wurden aufgrund der riesigen Besetzung und der überdimensionalen Länge zumeist nur einzelne Szenen konzertant aufgeführt, beispielsweise 1985 in Salzburg mit Dietrich Fischer-Dieskau in der Titelrolle unter der Leitung von Lothar Zagrosek. Diese Produktion fand beinahe einhellige Zustimmung. 1988 spielte die Opéra de Lyon das vollständige Werk mit David Wilson-Johnson als Saint François konzertant. Kent Nagano leitete das London Philharmonic Orchestra.
Große Aufmerksamkeit erregte eine Inszenierung von Peter Sellars bei den Salzburger Festspielen 1992 in der Felsenreitschule mit José van Dam in der Titelrolle und Dawn Upshaw als Engel. Dirigent war Esa-Pekka Salonen. Die abstrakten Bühnenbilder stammten von George Tsypin.
Die Oper Leipzig spielte die Oper 1997 als deutsche Erstaufführung unter der Leitung von Jiří Kout mit Frode Olsen in der Titelrolle. Für Regie und Ausstattung war Gottfried Pilz zuständig. Die amerikanische Erstaufführung inszenierten Hans Dieter Schaal (Bühne), Nicolas Brieger (Regie) und Andrea Schmidt-Futterer (Kostüme) 2002 an der San Francisco Opera. Hier sangen Willard White (Saint François) und Laura Aikin unter der musikalischen Leitung von Donald Runnicles. Ebenfalls 2002 gab es eine Inszenierung von Daniel Libeskind an der Deutschen Oper Berlin, deren Bühnenbild aus 49 drehbaren Würfeln bestand.
2003 wurde die Oper im Rahmen der Ruhrtriennale in der Jahrhunderthalle Bochum gespielt (Dirigent: Sylvain Cambreling, Installation: Ilja Kabakow, Szene: Giuseppe Frigeni, Saint François: José van Dam, Engel: Heidi Grant Murphy). Die Produktion wurde 2011 mit Alejandro Marco-Buhrmester in der Titelrolle und Camilla Tilling als Engel auch in der Madrid Arena gespielt.
Die Pariser Oper setzte das Werk 2004 erneut auf den Spielplan – diesmal an der Opéra Bastille (Dirigent: Sylvain Cambreling, Inszenierung: Stanislas Nordey, Saint François: José Van Dam, Engel: Christine Schäfer). Die Aufführungen in Salzburg 1992, Bochum, Paris und Madrid hatte jeweils der Intendant Gerard Mortier auf den Spielplan gesetzt, der sich intensiv für das Stück einsetzte.
Pierre Audi inszenierte das Werk 2008 für das Amsterdamer Muziektheater. Dirigent war Ingo Metzmacher, die Titelrolle sang Rod Gilfry, den Engel Camilla Tilling. Ein Mitschnitt wurde auf DVD herausgegeben.
2011 gab es im Rahmen der Münchner Opernfestspiele eine Produktion an der Bayerischen Staatsoper (Dirigent: Kent Nagano, Inszenierung: Hermann Nitsch, Saint François: Paul Gay, Engel: Christine Schäfer).
2018 inszenierte Intendant Karsten Wiegand das Werk am Staatstheater Darmstadt (Dirigent: Johannes Harneit; Saint François: Georg Festl, Engel: Katharina Persicke). Er platzierte den Chor im siebten und achten Bild in Form eines Kreuzes inmitten der Zuschauer.
Im Oktober 2020, während der COVID-19-Pandemie, zeigte das Theater Basel eine von dem argentinischen Komponisten Oscar Strasnoy erstellte reduzierte Fassung für 45 Instrumentalisten mit verkürzter Spieldauer in einer Inszenierung von Benedikt von Peter. Die musikalische Leitung hatte Clemens Heil. Die Titelrolle sang Nathan Berg.
Eine auf mehrere Spielorte verteilte Produktion mit einer Gesamtdauer von mehr als acht Stunden präsentierte die Staatsoper Stuttgart im Juni 2023 (Dirigent: Titus Engel, Inszenierung: Anna-Sophie Mahler, Bühne: Katrin Connan, Kostüme: Pascale Martin; Saint François: Michael Mayes, Engel: Beate Ritter). Sie wurde in der Kritikerumfrage der Zeitschrift Opernwelt als „Ungewöhnlichste Opernerfahrung des Jahres“ ausgezeichnet.
Das Grand Théâtre de Genève zeigte die Oper 2024 in einer Inszenierung von Adel Abdessemed unter der musikalischen Leitung von Jonathan Nott mit Robin Adams in der Titelrolle.

## Aufnahmen
- 6./9. Dezember 1983 – Seiji Ozawa (Dirigent), Orchester und Chor der Pariser Oper.
 Christiane Eda-Pierre (L’Ange), José van Dam (Saint François), Kenneth Riegel (Le Lépreux), Michèl Philippe (Frère Léon), Georges Gautier (Frère Massée), Michel Sénéchal (Frère Élie), Jean-Philippe Courtis (Frère Bernard).
 Besetzung der Uraufführung.
 Live aus Paris.
 Opernwelt-CD-Tipp: „künstlerisch wertvoll“.[9]
 france musique CD: CDMS 1193, Cybelia CD: 833-6 (4 CDs).[8]:10000
- 22. August 1985 – Lothar Zagrosek (Dirigent), Symphonie-Orchester und Chor des ORF Wien.
 Rachel Yakar (L’Ange), Dietrich Fischer-Dieskau (Saint François), Kenneth Riegel (Le Lépreux), Gilles Cachemaille (Frère Léon), Robert Tear (Frère Massée), Sebastian Vittucci (Frère Bernard).
 Live, konzertant aus Salzburg.
Nur Bilder 3, 6, 7, 8.
 Orfeo CD: C 485 982I.[8]:10001
- 1986 – Kent Nagano (Dirigent), Hilversum Radio Symphony Orchestra, Hilversum Radio Chamber orchestra.
 Maria Oran (L’Ange), Philippe Rouillon (Saint François), John Gilmore (Le Lépreux), Phil Frohnmayer (Frère Léon), Gérard Garino (Frère Massée), Bruce Brewer (Frère Élie), Charles van Tassel (Frère Bernard).
 Live, konzertant.
 KRO KK8802 (4 CDs).[8]:10002
- 17. August 1992 – Esa-Pekka Salonen (Dirigent), Los Angeles Philharmonic, Arnold Schoenberg Chor.
 Dawn Upshaw (L’Ange), José van Dam (Saint François), Ronald Hamilton (Le Lépreux), Urban Malmberg (Frère Léon), John Aler (Frère Massée), Thomas Young (Frère Élie), Tom Krause (Frère Bernard).
 Live aus Salzburg.[8]:10003
- August 1998 – Kent Nagano (Dirigent), Hallé-Orchester, Arnold Schoenberg Chor.
 Dawn Upshaw (L’Ange), José van Dam (Saint François), Chris Merritt (Le Lépreux), Urban Malmberg (Frère Léon), John Aler (Frère Massée), Guy Renard (Frère Élie), Tom Krause (Frère Bernard), Akos Banlaky (Frère Sylvestre), Dirk D’Ase (Frère Rufin).
 Live aus Salzburg.
 Opernwelt-CD-Tipp: „künstlerisch wertvoll“.[9]
 DG CD: 445 176-2 (4 CDs).[8]:10004
- 25. März 2000 – Reinbert de Leeuw (Dirigent), Netherlands Radio Symphony Orchestra Hilversum, Netherlands Radio Chorus Hilversum, Chor des WDR Köln.
 Heidi Grant Murphy (L’Ange), David Wilson-Johnson (Saint François), Stuart Kale (Le Lépreux), Quentin Hayes (Frère Léon), Gordon Gietz (Frère Massée), Marten Smeding (Frère Élie), Frédéric Caton (Frère Bernard), Henk van Heijnsbergen (Frère Sylvestre), Palle Fuhr Jorgensen (Frère Rufin).
 Live, konzertant aus Amsterdam.[8]:10005
- 29. Juni 2002 – Marc Albrecht (Dirigent), Orchester und Chor der Deutschen Oper Berlin.
 Ofelia Sala (L’Ange), Frode Olsen (Saint François), Ralf Willershäuser (Le Lépreux), Markus Brück (Frère Léon), Todd Wilander (Frère Massée), Volker Horn (Frère Élie), Peter Klaveness (Frère Bernard), Miomir Nikolic (Frère Sylvestre), Roland Schubert (Frère Rufin).
 Live aus Berlin.[8]:10006
- 27. September 2003 – Sylvain Cambreling (Dirigent), SWR Sinfonieorchester Baden-Baden und Freiburg, Chor des WDR Köln.
 Heidi Grant Murphy (L’Ange), José van Dam (Saint François), Kenneth Riegel (Le Lépreux), Stéphane Degout (Frère Léon), Charles Workman (Frère Massée), Gerhard Siegel (Frère Élie), Roland Bracht (Frère Bernard), Vladimir Vassiliev (Frère Sylvestre), Tomasz Konieczny (Frère Rufin).
 Live aus der Jahrhunderthalle Bochum im Rahmen der Ruhrtriennale.[8]:10007
- 12. Oktober 2004 – Sylvain Cambreling (Dirigent), Orchester und Chor der Pariser Oper.
 Christine Schäfer (L’Ange), José van Dam (Saint François), Chris Merritt (Le Lépreux), Brett Polegato (Frère Léon), Charles Workman (Frère Massée), Christoph Homberger (Frère Élie), Roland Bracht (Frère Bernard), Guillaume Antoine (Frère Sylvestre), David Bižić (Frère Rufin).
 Live aus Paris.[8]:10009
- 2008 – Ingo Metzmacher (Dirigent), Pierre Audi (Regie), Residentie Orkest, Koor van De Nederlandse Opera.
 Camilla Tilling (L’Ange), Rod Gilfry (Saint François), Hubert Delamboye (Le Lépreux), Henk Neven (Frère Léon), Tom Randle (Frère Massée), Donald Kaasch (Frère Élie), Armand Arapian (Frère Bernard).
 Video, live aus dem Muziektheater Amsterdam.
 Opus Arte OA 1007 D (3 DVDs).[15]